# Luna 8

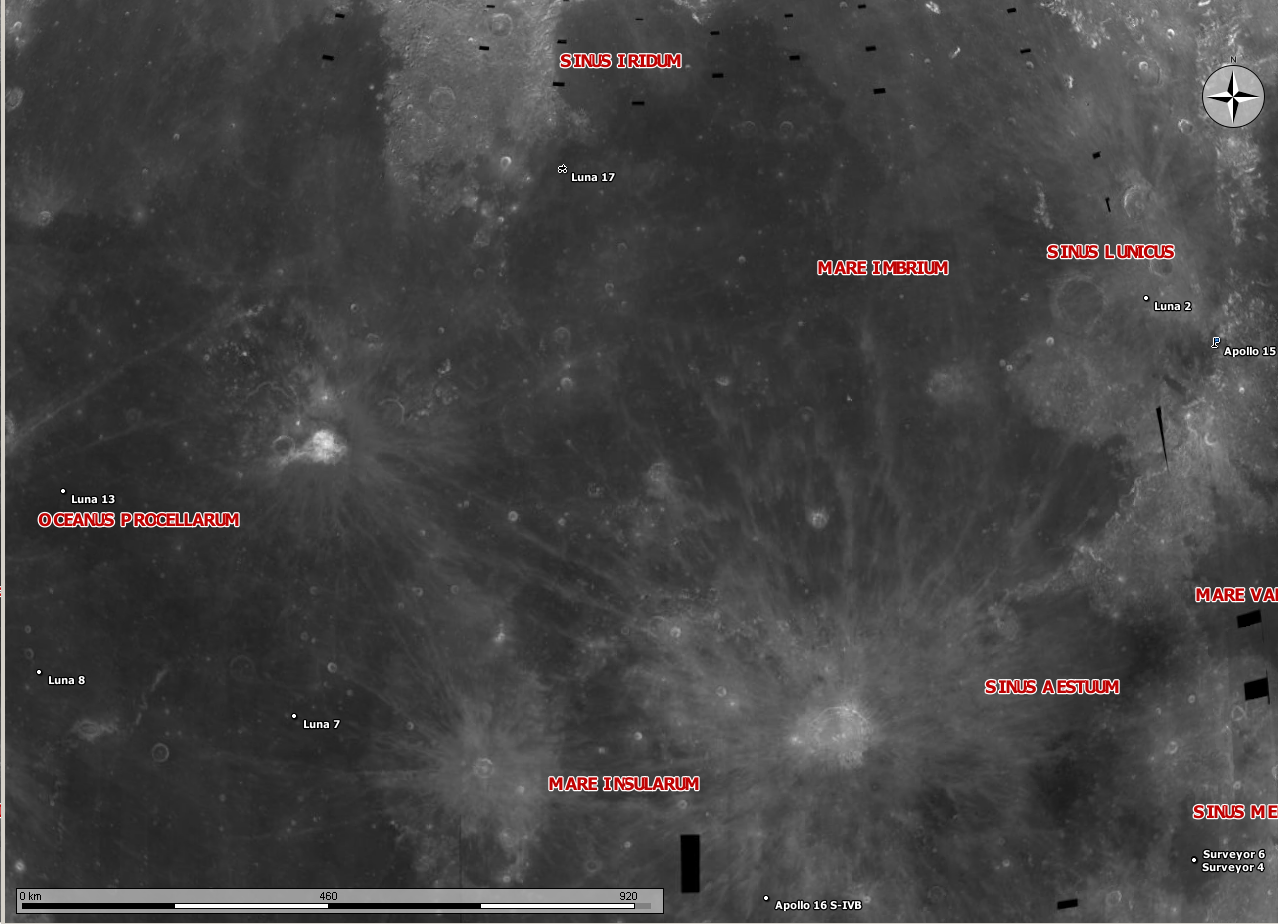
Bàn đồ chỉ vị trí tiếp đất của Luna 8 ở phía dưới bên trái.

Luna 8 (E-6 series), còn được gọi là Lunik 8, là tàu vũ trụ thăm dò Mặt Trăng của chương trình Luna của Liên Xô. Nó được phóng lên vào ngày 3 tháng 12 năm 1965 với mục tiêu hạ cánh mềm thành công trên Mặt Trăng. Tuy nhiên, tên lửa hãm của nó khởi động quá muộn và Luna 8 đâm thẳng xuống bề mặt mặt trăng trên Oceanus Procellarum (Ocean of Storms). Tuy vậy nó đã hoàn thành việc thử nghiệm thử nghiệm hệ thống hướng dẫn và kiểm soát mặt đất của thiết bị đo từ xa vô tuyến, quỹ đạo bay và thiết bị đo đạc khác.
Đây là nỗ lực thứ 11 của Liên Xô để hạ cánh xuống Mặt Trăng, lần này gần như thành công. Sau khi điều chỉnh hướng đi giữa chừng thành công vào ngày 4 tháng 12, Luna 8 đã tiến về Mặt trăng mà không có bất kỳ vấn đề rõ ràng nào. Ngay trước khi bắn theo lịch trình phóng tên lửa hãm retrorocket của nó, một lệnh đã được gửi để thổi phồng túi đệm đệm xung quanh tàu hạ cánh. Tuy nhiên, một cái giá đỡ bằng nhựa dường như xuyên qua một trong hai túi khí. Kết quả không khí tràn vào và đẩy tàu vũ trụ vào một vòng quay khoảng 12 độ mỗi giây. Tàu vũ trụ trong giây lát lấy lại độ cao thích hợp của nó, thời gian vẫn còn đủ để khởi động một tên lửa hãm thời gian dài chín giây, nhưng Luna 8 trở nên không ổn định trở lại. Do không có một tên lửa hãm retrorocket đốt cháy đủ lâu để giảm tốc độ của nó, quá trình đổ bộ này có tốc độ quá cao, và Luna 8 đập mạnh xuống bề mặt Mặt Trăng lúc 21:51:30 UT vào ngày 6 tháng 12 ở phía tây của Oceanus Procellarum. Các tọa độ của vị trí tiếp đất là 9,1° N 63,3°W.